# Daubach, Westerwald
Daubach là một đô thị thuộc một ‘‘Verbandsgemeinde’’ - ở huyện Westerwald trong bang Rheinland-Pfalz, Đức. Đô thị Daubach, Westerwaldkreis có diện tích 2,51 km². Đô thị này nằm ở phía tây Bundesautobahn 3, 5 km so với Montabaur.